# 波形線狀回波

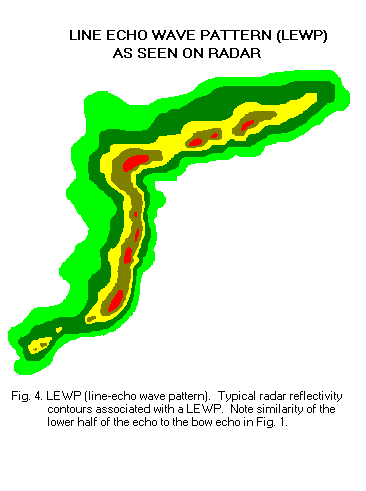
波形線狀回波的雷達示意圖，此形狀為單一波型，對於波形線狀回波而言，此特徵會以線型方式密鋪。

波形線狀回波（Line echo wave pattern）是一種透過氣象雷達觀測的天氣型態，其中尺度低壓區會呈現出多個弓形回波所組成的雷暴線，並具有旋轉的「頂部」特徵
 。波型線狀回波所伴隨之弓形回波所產生之劇烈天氣現象，被稱呼為線狀風暴，其經常產生龍捲風且強度可能不低。與看到鉤狀回波就意味著龍捲風會生成類似，在雷達觀測到波形線狀回波的存在，意味著線狀風暴已經發展或可能很快就會發展。

## 定義

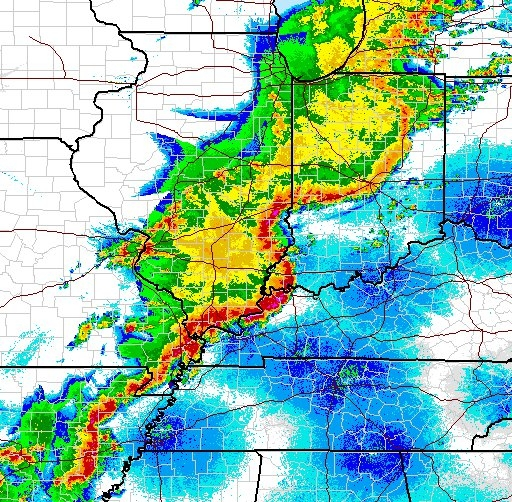
伊利諾伊州/印第安納州和阿肯色州觀測到的波形線狀回波，其被指與2011年4月19日至24日的龍捲風爆發序列有關。

根據美國氣象局的定義，「波形線狀回波」指的是「對流線段之一部分受到加速而其鄰近之部分則減速，因而造成對流線之中尺度波動型態」。
波形線狀回波是弓形回波的概念延伸，通常會引起強對流風暴，受到弓形回波頂部影響的區域通常天氣型態惡劣，其風力影響最大且雨量也會達到最大，但若其兩側開始產生與線狀風暴足夠平行的力量時，就會產生長延時的暴雨事件，進而導致山洪的發生。連續線狀風暴既可以由波形線狀回波產生，也可以由單個超大胞產生。理論上，波形線狀回波的形成取決於各自波形線狀回波不同區域的不同環境條件。在許多波形線狀回波中，結構後方的外流往往影響其前緣，在雷達上表現為反射率的凸起，而另一種條件則是沿線平行的切變量不同。
事實上，弓形回波基本型態之一即為串列式之波形線狀回波，通常由一颮線在冷鋒上或冷鋒前發展，弓形回波內嵌於颮線內發展且隨颮線移動，經常與強烈移動性低壓系統相伴。中華航空高級氣象管理師魏志憲的研究初步結果發現，颱風部分外圍雨帶內的對流發展與組織類似於中緯度地區之波形線狀回波，具有強烈的下衝流，而颱風雨帶內部伴隨之波形線狀回波，在30dBZ最大高度僅達6~12公里。